# Фарібурз III
Фарібурз III (*д/н — 1243) — 26-й ширваншах в 1225—1243 роках. Вів війни з Грузією, хорезмшахом Джелал ад-Дін Манкбурну і монголами. Зрештою підкорився останнім.

## Життєпис
Походив з династії Кесранидів. Син ширваншаха Гершаспа I. Замолоду виявив державний та військовий хист. Користуючись підтримкою знаті 1225 року повалив батька, ставши новим володарем Ширвану. 1226 року завдав поразки Гештаспу, що намагався за допомогою грузинського війська повернути собі трон.
У 1225 році вимушений був визнати зверхність Джелал ад-Діна Манкбурну, погодившись на щорічну данину в 50 тис. динарів замість 100 тис. динарів, як попередньо вимагав Макбурну. Водночас визнав втрату Шекі, Габали, Мугані та Байлакану, які перейцшли під владу хорезмшаха.
1227 року Фарібурз III відмовився сплачувати данину. У відповідь візир хорезмшаха Шараф ал-Мулк з 4-тисячним військом виступив проти Ширвану. Ширваншах не вступаючи у відкриту битву, завдавав ударів ворогові. Проте Шараф ал-мулк зайняв область Гуштаспі. Зрештою сам Фарібурз III прибув до Джелал ад-Діна Манкбурну, подарувавши тому 500 коней. Натомість розмір данини було зменшено до 20 тис. динарів.
У 1230 році після поразок хорезмшаха від Румського і Єгипетського султанатів, скинув залежність від Джелал ад-Діна Манкбурну. У 1232 році зазнав поразки від монгольського нойона Чормагана, визнавши зверхність великого кагана Уґедея. У 1239 році монголи зайняли міста Баку і Дербент.
На відміну від інших кавказьких володарів зумів зберегти більшу незалежність. Так, ширванські війська не брали участь у походах Байджу проти Румського султанату та до Сирії. Загалом Фарібурз III, користуючись численними війнами монголів в Малій Азії та на Близькому Сході, зумів забезпечити для себе більшу самостійність. Лише сплачував помірну данину і при цьому єдиний з даників монголів карбував власну монету з титулом.
Помер Фарібурз III 1243 року. Йому спадкував син Ахсітан II.